# جورج سفيردروب
جورج سفيردروب هو لغوي وفيلسوف وأمين مكتبة وأستاذ جامعي وسياسي نرويجي، ولد في 25 أبريل 1770 في Nærøy Municipality ‏ في النرويج، وتوفي في 8 ديسمبر 1850.

## مناصب
- انتخب عضو برلمان النرويج  [لغات أخرى]‏ عن دائرة Kristiania ‏ خلال فترته النيابية ‏ (1824 – 1826).
- انتخب عضو برلمان النرويج  [لغات أخرى]‏ عن دائرة Kristiania ‏ خلال فترته النيابية ‏ (1818 – 1820).
- انتخب member of the Norwegian Constitutional Assembly  [لغات أخرى]‏ عن دائرة Kristiania ‏ (10 أبريل 1814 – 20 مايو 1814).
- انتخب President of the Parliament of Norway  [لغات أخرى]‏.